# Тедрово
Тедрово (рос. Тедрово) — присілок Бокситогорського району Ленінградської області Росії. Входить до складу Радогощинського сільського поселення.
Населення — 2 особи (2012 рік). 